# Massif de la Sainte-Baume

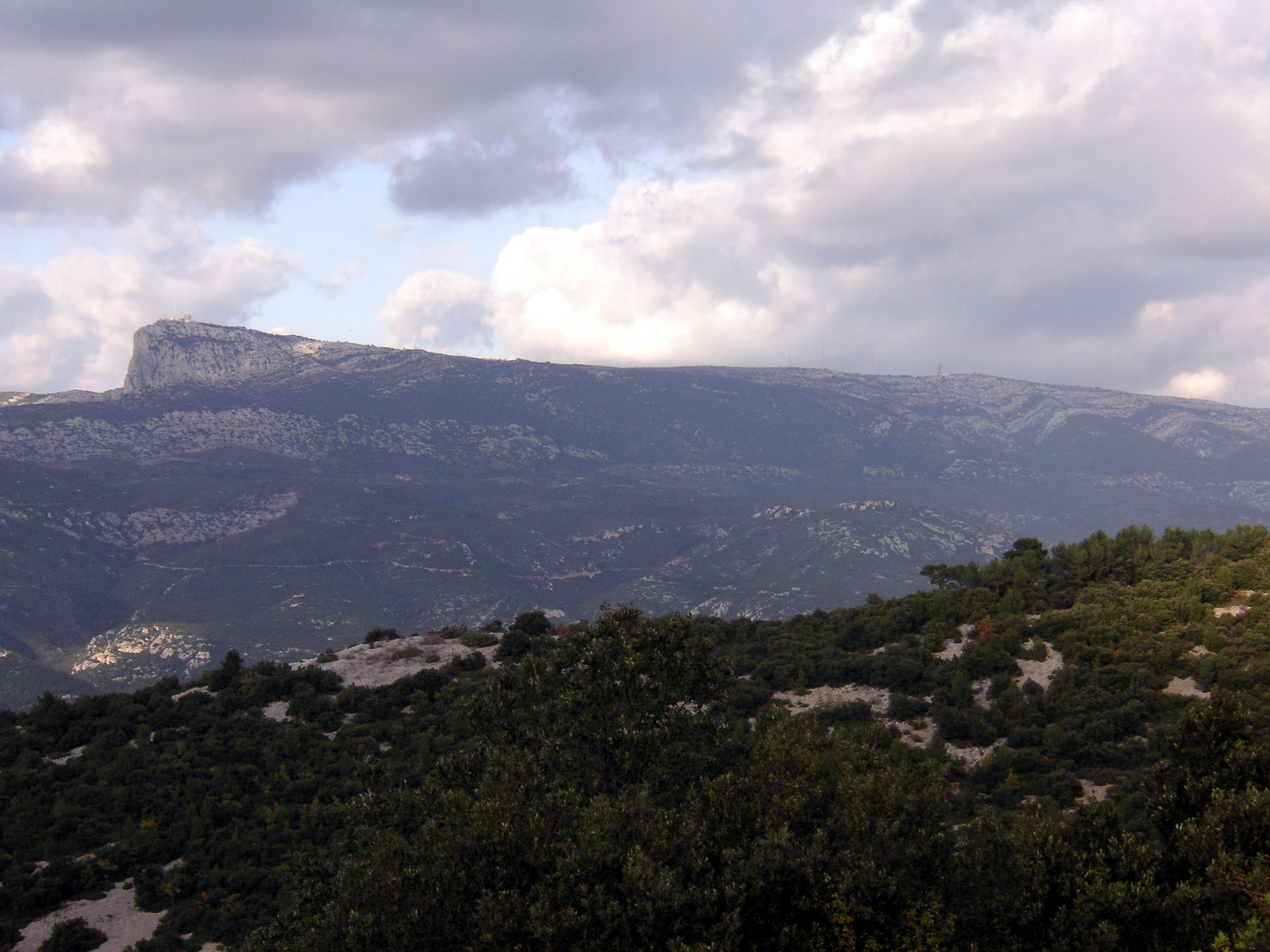
Massif de la Sainte-Baume, Ansicht von Westen

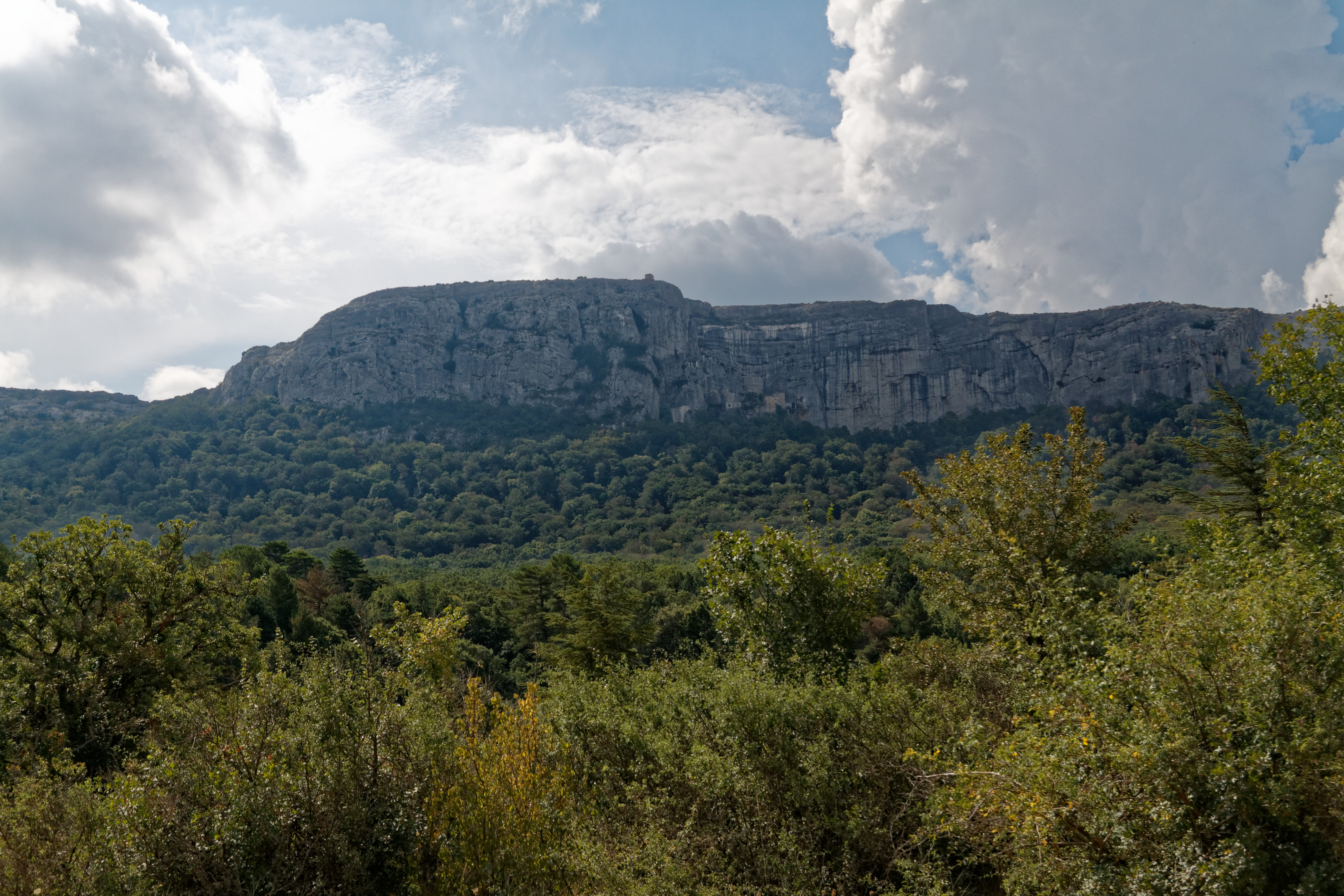
Massif de la Sainte-Baume, Ansicht von Norden

Das Massif de la Sainte-Baume ist ein Bergrücken, der sich im Süden Frankreichs zwischen den Départements Bouches-du-Rhône und Var erstreckt. Seine höchste Erhebung, der Jouc de l’Aigle, erreicht 1148 Meter.

## Geologie
Das Massif de la Sainte-Baume ist ein Faltengebirge. Sein geologischer Ursprung ist wie die Pyrenäen-Faltung im Tertiär vor rund 50 bis 100 Millionen Jahren der Zusammenstoß der Iberischen Halbinsel mit dem europäischen Kontinent. Das Mittelmeer-Gebirgsklima mit seinen feuchten und milden Wintern lässt das Gebirge zu einem der wichtigsten Wasserspeicher der Region und zum Quellgebiet zahlreicher Flüsse werden. Hier entspringen Huveaune, Vède, Peyruis, Gaudin, Caramy, Issole, Gapeau und Fauge. Darüber hinaus durchziehen wichtige unterirdische Wasserläufe das Gebiet.

## Flora und Fauna
Rotbuchen- und Eichen-Wälder bestimmen die Landschaft des Massivs und bieten einer charakteristischen Flora und Fauna einen Lebensraum, der den Übergang von den Wäldern der Mittelmeerregion zu den auf mittlerer Ebene gelegenen Alpenwäldern darstellt. Es beherbergt zahlreiche seltene und bedrohte Käferarten und die nördlichsten Vertreter des provenzalischen Sandkrauts. Die Bergkette liegt im Regionalen Naturpark Sainte-Baume.

## Wallfahrt
Nach einer alten französischen Legende kam Maria Magdalena über Saintes-Maries-de-la-Mer ins Land und missionierte die Provence. Die letzten 30 Jahre ihres Lebens soll sie als Einsiedlerin in der Höhle La Sainte-Baume (provenzalisch baumo bed. 'Höhle' bzw. 'Felsüberhang', vgl. Balm) verbracht haben, nach der das Gebirge benannt ist. Die Höhle ist seit dem Mittelalter ein bedeutender Wallfahrtsort. Sie befindet sich unterhalb des Saint-Pilon auf dem Gemeindegebiet von Plan-d’Aups-Sainte-Baume.

## Bilder

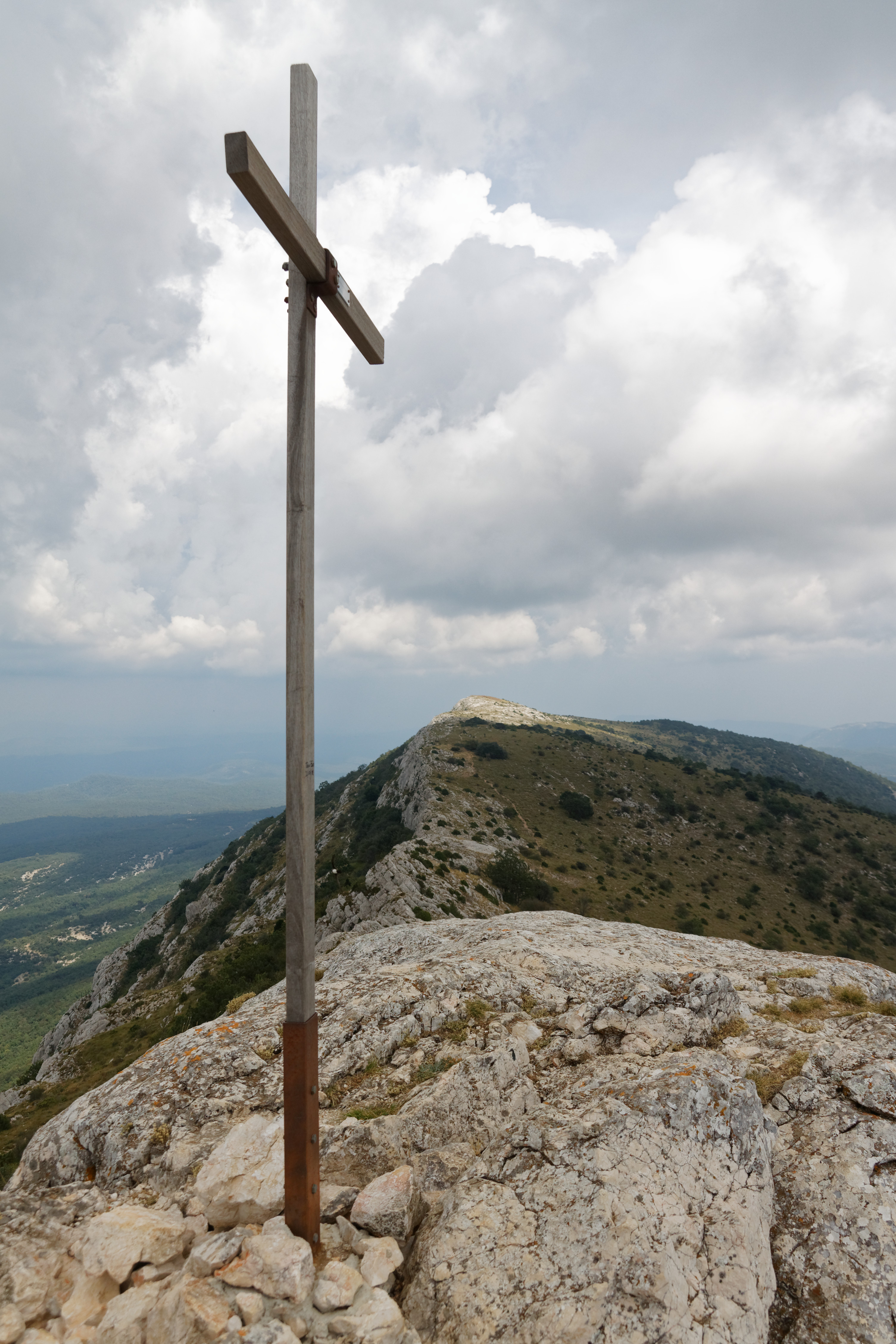
Gipfel mit Gipfelkreuz
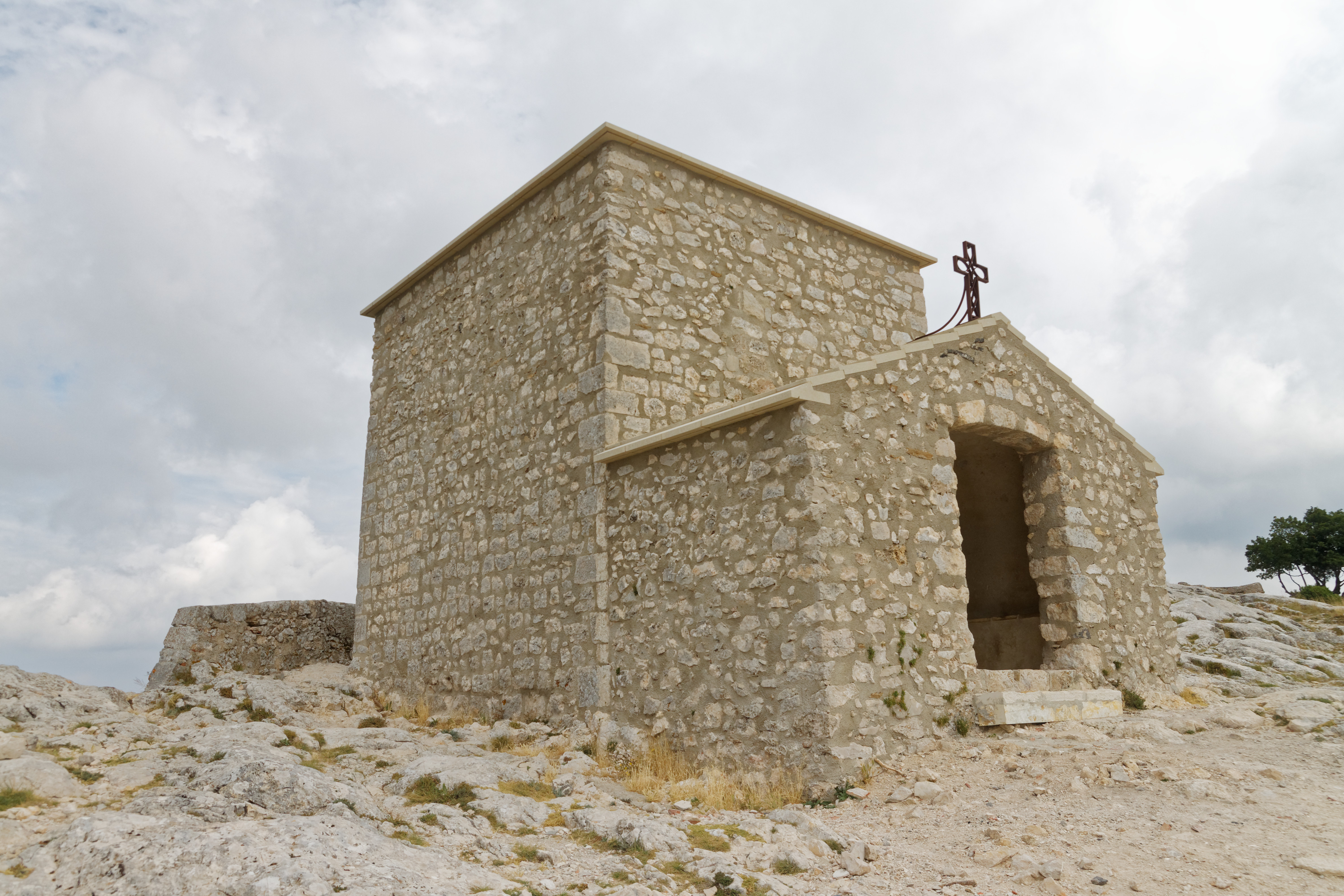
Chapelle du Saint-Pilon auf dem Grat
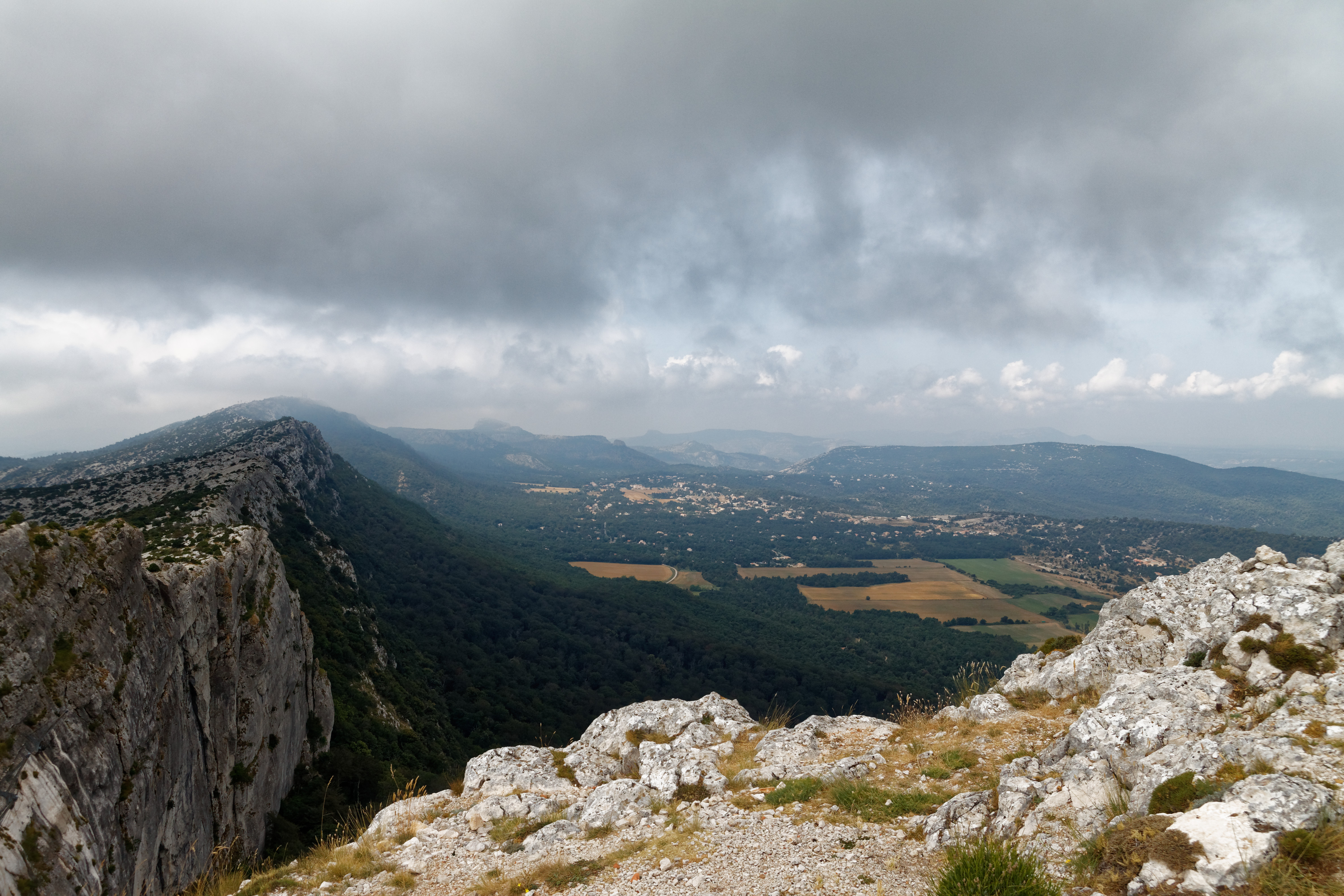
Aussicht nach Nordost
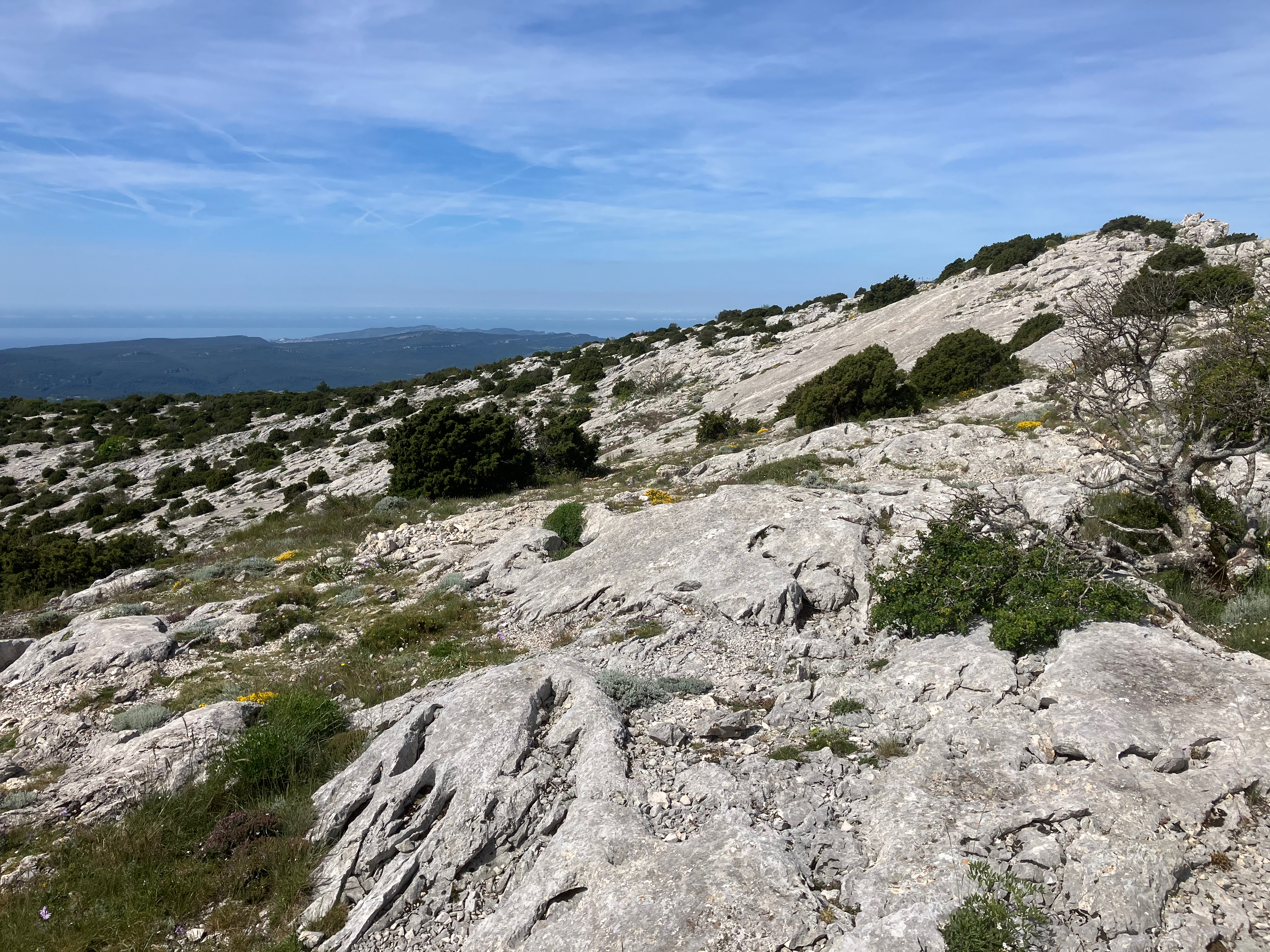
Le Pas de la Cabré
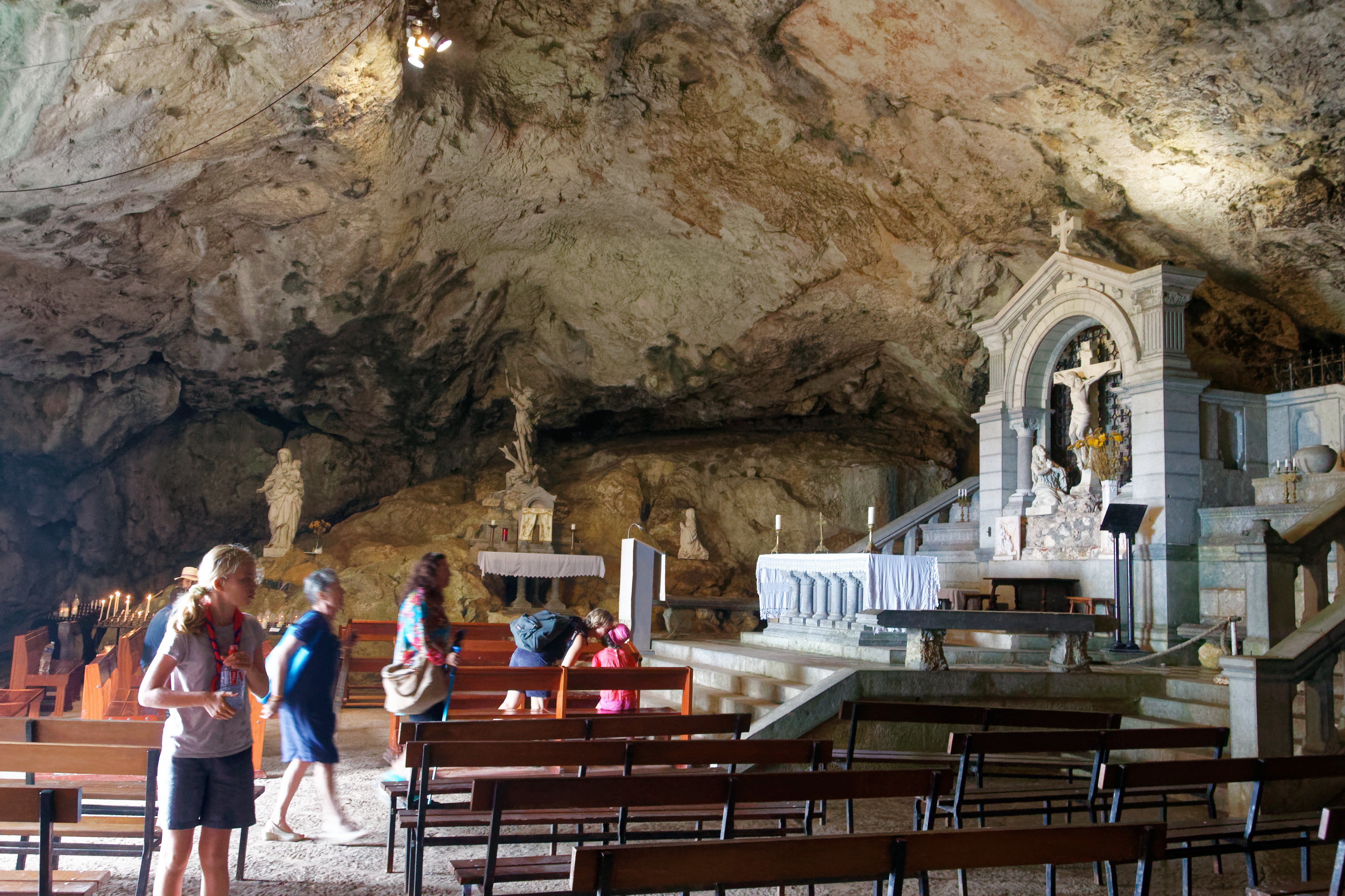
Heilige Höhle der Maria Magdalena